# 사카이정 (군마현)
사카이정(일본어: 境町)은 일본 군마현 남동부, 사와군에 속했던 정이다. 사바 군에 있던 인구 약 3만 2천의 마을로, 사이타마 현과의 현 경계에 위치한다.
2005년 1월 1일에 (구)이세자키 시, 아카호리 정, 히가시촌과 함께 신설 합병하여 이세자키 시가 되었기 때문에 소멸되었다.
마을 남부에 있는 섬마을 지구의 중앙을 도네강이 흐르고, 섬마을 지구의 북부는 좌안 쪽, 남부는 우안 쪽으로 되어 있다.

## 역사
- 1889년 4월 1일 - 시제 정촌제 시행으로 사이군 사카이정이 탄생하였다.
- 1896년 4월 1일 - 사이군, 나와군이 합병해, 사와군에 소속되었다.
- 1955년 3월 1일 - 사카이정을 비릇해 3촌을 합병해 사카이정이 성립하였다.
- 2005년 1월 1일 - 이세자키시, 아카보리정, 아즈마촌과 합병해 이세자키시가 성립하였다.

## 교통

### 철도
- 도부 철도 이세사키 선

### 도로
- 국도 제17호선
- 국도 제354호선

## 참고 문헌
- 角川日本地名大辞典編纂委員会, 『角川日本地名大辞典 10 群馬県』1988, 角川書店